# 5 More Days 'Til Summer
5 More Days 'Til Summer è un singolo del cantautore statunitense Lenny Kravitz, pubblicato il 24 luglio 2018, estratto dall'album Raise Vibration.

## La canzone
Lenny Kravitz utilizza, in questo brano musicale, delle sonorità che impiegava nei suoi primi anni di carriera in quanto più rock - pop. In un'intervista, l'artista ha spiegato che la canzone parla dell'attesa delle ferie estive da parte di un operaio sessantenne. Immedesimandosi nel ruolo di tale lavoratore, Kravitz vede un ritorno a esperienze giovanili che non ha mai fatto.